# Acrojana splendida
Acrojana splendida är en fjärilsart som beskrevs av Rothschild 1917. Acrojana splendida ingår i släktet Acrojana och familjen Eupterotidae. Inga underarter finns listade i Catalogue of Life.